# Període arrià visigot
El període arrià visigot és aquell en què els reis i el poble visigot són arrians i va des de la fundació del Regne de Tolosa fins al 589.

## Els catòlics durant el regnat d'Alaric II (484- 507)
Durant el regnat d'Alaric el clero catòlic no podia dedicar-se al comerç, però sembla que fins a avançat el segle vi van seguir practicant-lo, i fins i tot es van dedicar a la usura.
Alguns dels privilegis fiscals del clero, reconeguts en el Codi Teodosià, van ser abolits per Alaric. Es va mantenir l'exempció per al clero de formar part de les cúries ciutadanes.
Els curiales, els membres de les corporacions ciutadanes (Collegiati), els colons i els esclaus, no podien rebre ordenis sagrades per part de membres del clero.
Amb Alaric els bisbes catòlics van perdre la seva jurisdicció en els litigis civils entre laics (la van tenir fins aleshores si hi havia acord entre les parts). La perduda era per a tots els casos, fins i tot en els casos que hagués acord entre les parts. Els bisbes estaven obligats a acudir com a testimonis als tribunals no eclesiàstics si eren requerits per a això (abans d'Alaric estaven eximits de comparèixer), però naturalment estaven exonerats de les sessions de tortura (a les quals se sotmetia sovint als testimonis per obligar-los a parlar) de la mateixa manera que els capellans (en canvi aquest beneficio no s'estenia al clero inferior). De la mateixa manera que anteriorment Bisbes i capellans podien ser castigats en cas de comprovar-se que havien comès perjuri. D'acord amb el que estableix Alaric el 506, els Bisbes catòlics compareixerien davant un tribunal format exclusivament per altres Bisbes catòlics; ningú podria demandar-los en tribunals públics almenys en casos civils; per contra un Bisbe que fos condemnat per un Tribunal episcopal podia apel·lar a un jutge secular. Probablement aquest dret d'apel·lació al jutge secular s'estenia anteriorment també als clergues condemnats per tribunals eclesiàstics doncs l'any 506 es va establir en el Concili d'Agde que tot clergue que apel·lés a un tribunal públic per evitar el càstig eclesiàstic hauria de ser excomunicat juntament amb el jutge que escoltés la seva causa.
Els Tribunals eclesiàstics tractaven només assumptes eclesiàstics, llevat de les excepcions previstes. Si un laic presentava una acció civil o criminal contra un clergue als tribunals públics, el clergue tenia l'obligació de comparèixer, mentre que els Bisbes sols estaven obligats a comparèixer (el que no implicava ser jutjats) quan es tractava de casos greus. Segons el Concili d'Agde, si el laic perdia el cas contra un clergue o contra l'Església Catòlica havia de ser excomunicat. Posat el cas que un membre del clero presentés acció contra un laic, la causa havi de veure's als tribunals que corresponien al que es defensava llevat que aquest accedís a comparèixer davant un Tribunal eclesiàstic; en tot cas cap clergue podia demandar a un laic davant tribunals públics sense el consentiment del seu bisbe, según va determinar del Concili d'Agde.
Els membres del clero no podien demandar-se entre ells davant Tribunals públics (si podien fer-ho davant tribunals eclesiàstics). No obstant això la prohibició va ser escassament respectada almenys fins a l'any 589 que es va prohibir rotundament. En totes les causes, tant civils com criminals, els bisbes i capellans no necessitaven comparèixer personalment i podien trametre un representant.
Sovint els Bisbes havien d'actuar com mediadors entre les parts litigants. Estava previst que els Bisbes intentessin reconciliar a les parts en els litigis civils; quan els Bisbes actuaven com mediadors i els seus esforços resultaven erms, les parts podien ser excomunicades.
Els Jutges resolien expeditivament els casos relatius a l'Església Catòlica de manera que els funcionaris legals (defensors) de l'Església, no haguessin d'esperar més d'allò degut la sentència.
Les propietats particulars dels Bisbes i dels monjos que morien sense testament i/o sense hereus legals passaven a l'Església Catòlica o al monestir al qual havien pertangut, tal com ja ocorria amb l'anterior llei romana.
El dret d'asil estava regulat. Els criminals podien asilar-se en les Esglésies però havien de deixar les seves armes fora; estava prohibit llançar-los a l'exterior, però els clergues no respectaven aquesta norma quan es tractava dels seus propis esclaus o protegits. Per això el Concili de Lleida (la celebració del qual es discuteix si es va produir el 524 o el 546) va ordenar taxativament als clergues que respectessin el dret d'asil també per als seus esclaus i personas vinculades.
No es permetia que ningú fos ordenat sacerdot contra la seva voluntat; si algun Bisbe incomplia aquesta norma podia ser enviat a Roma per ser jutjat pel Papa; però si un home era consagrat Bisbe en contra del seu desig quedava obligat a seguir en el càrrec encara que no volgués.
Els catòlics podien acceptar a l'Església a jueus conversos però aquests devien romandre com catecúmens durant almenys vuit mesos abans de ser batejats.
Els clergues podien conviure amb practicants de la religió judaica, fins que el Concili d'Agde del 506 va prohibir no sols per als clergues, sinó també per als laics, el menjar amb jueus.
També estava permès als catòlics edificar i reparar Iglesias i fundar i dotar monestirs; podien escriure llibres i difondre'ls; als clergues els estava permès escriure al Papa i rebre comunicacions d'aquest, i visitar-lo a Itàlia. Els Bisbes catòlics tenien el dret de viatjar lliurement per acudir als seus Sínodes, llevat que estiguessin ocupats en assumptes del rei que tenien prioritat. També la resta del clero podia viatjar lliurement per territori sota control visigot. Els Bisbes a més, no sol podien viatjar, sinó que en el que afectava a la seva diòcesi, estaven obligats a visitar-la regularment (un cop l'any). Fins i tot podien assistir als Concilis, a més dels Bisbes i capellans catedralicis, el clero parroquial i alguns laics (el que ja no es donarà després del 589).
Encara que es permetia als catòlics combatre les diverses heretgies (especialment el Priscilianisme i el paganisme, no podien hostilizar l'arrianisme, que per als visigots no era una heretgia.
Els Bisbes de les províncies es reunien periòdicament en unes sessions anomenades Sínodes. Es coneixen només dos Sínodes del període d'Alaric II (és a dir abans del 507); el primer es va celebrar a Agatha (Agde) el 506; el segon a Toledo el 507. Posteriorment Àquila I (549- 554) va haver de prohibir la celebració de Sínodes als Bisbes catòlics. Els Bisbes estaven obligats a assistir als Sínodes provincials (llevat dels casos motivats) però sembla que aquest deure era omès sovint doncs més tard (516) es van establir severes penes per als que estiguessin absents sense motiu. El Sínode d'Agde establia la celebració d'un Sínode anual, però aquest extrem probablement no arribà a complir-se mai.
Els catòlics que abandonaven la seva religió i acceptaven les creences arrianes devien batejar-se de nou (el baptisme catòlic era considerat no vàlid). Se sap que alguns catòlics batejaven als seus fills com arrians però ells mateixos seguien sent catòlics per evitar la pràctica del doble baptisme que els era tan repulsiva, car abans del regnat d'Alaric estava prohibida pel dret romà. Els batejats dues vegades constituïen una casta especial de la qual la resta dels catòlics s'apartava, havent-se arribat a prohibir més tard (el 516 en el Sínode d'Ilerda) el que un catòlic i un convers arrià (batejat per tant dues vegades) poguessin menjar junts. Els rebatejats o conversos arrians devien romandre almenys set anys entre els catecúmens i dos anys entre els fidels per poder accedir al final a la comunió.
Els catòlics podien ser ordenats capellans després d'haver-se casat, però estaven obligats a deixar a les seves dones. El celibat era obligatori per a tot el clero, però repetidament va haver de condemnar-se a clergues presumptament de rang inferior que es casaven sense consultar al Bisbe; els estava prohibit especialment casar-se amb una vídua, una divorciada o una prostituta; els clergues que abans havien estat casats no podien tornar al llit de la seva dona sota pena de ser privats dels seus llocs i ordres sagrades. Els capellans no podien tenir a casa seva a una altra dona que la seva mare o la seva germana (en algunes zones a la seva filla o neboda); les esclaves o manumitidas havien d'abandonar la llar.
Les rendes de l'Església Catòlica es dividien en tres parts: una per al Bisbe; una per al clero; i una per al manteniment de l'Església; l'assistència als pobres quedava a la mercè de la caritat pública. Anteriorment, en temps de l'Imperi, les rendes es dividien en quatre parts, recaient una d'ells en els pobres.
El Bisbe estava obligat (pel que sembla per un antic costum) a reparar a la seva costa aquelles esglésies parroquials que trobés en mal estat en la seva visita anual, cosa que freqüentment s'ometia. Sembla que a canvi el Bisbe rebia una tercera part dels ingressos de les esglésies parroquials, segons es desprèn de les actes del Sínode de la Tarraconense del 516 (on es fa referència a tal costum).
El Bisbe venia a vegades propietats eclesiàstiques per a fins no sempre eclesiàstics. Des de l'any 506 (Sínode d'Agde), perquè una venda fora valida havia de ser aprovada per almenys dos o tres dels seus co-provincials (que havien de signar l'escriptura). Qualsevol altres sistema de disposición de béns no era vàlid. Els capellans tampoc podien vendre o donar béns de l'Església. En cas de fer-ho les perdudes havien de ser compensades del peculi particular de l'infractor, si ho tenia. Els capellans que fessin desaparèixer els títols de propietat dels béns de l'Església o documents acreditatius dels drets legítims de l'Església, estaven subjectes a excomunió. També estaven subjectes a excomunió aquells capellans que facilitessin als enemics de l'Església documents que d'alguna forma disputessin el dret de l'organització sobre qualsevol bé moble o immoble.
Si un Bisbe manumitía a esclaus eclesiàstics, es mantenia el costum del regal al beneficiat, però des del Sínode d'Agde el 506 tal regal no podia superar els vint sous; si els donés més, a la mort del Bisbe es descomptava del seu cabal particular relicte, com herència per a l'Església, l'excés pagat.

## Els arrians durant el regnat d'Alaric II
L'Arrianisme va ser originat per un clergue africà (libi o egipci) anomenat Arri, estenent-se més tard a la zona del Danubi on va ser predicat per Úlfila (mort abans del 383), agafant entre els gots i altres pobles. Els ensenyaments arrians derivaven dels acords del Concili de Rimini (359) i de les doctrines de l'esmentat Úlfila. Bàsicament estimaven que dins de les tres persones divines, el Pare era superior al Fill i a l'Esperit Sant. Els Visigots designaven la fe arriana com "fe catòlica" i al catolicismo com "religió romana".
Es coneix molt escassament l'activitat religiosa dels arrians; el primer (i únic) sínode arrià conegut no es va celebrar fins al 580, en temps de Leovigild.
Se sap que els visigots arrians celebraven el seu culte en llengua goda i abans de l'alba; s'usaven dos tipus de calze diferents: un per a la reialesa i un altre per al poble.
No es coneix el sistema de nomenament encara que se sap que en alguns casos (potser a tots) eren de nomenament reial. La tonsura arriana era diferent de la dels catòlics i es limitava a un petit cercle (circulum) al cap, però el pèl es portava igual de llarg que els laics (entre els catòlics els clergues havien de tallar-se el pèl, i si no ho feien ells mateixos els era tallat per l'ardiaca; no obstant això podien conservar la barba).
Els arrians es batejaven mitjançant el sistema d'immersió en aigua llamado immersió triple (és a dir que es feia tres vegades). Per distingir-se, els catòlics van començar a practicar la immersió simple (una sola vegada), encara que el procés va ser llarg (durant el mandat del Papa Vigili o Virgili, del 537 al 555, aquest es va mostrar partidari de la immersió triple; la immersió simple era practicada per altres heretgies, especialment els sabelians)
El clero arrià estava en gran part casat.
Els Bisbes i capellans arrians venien o donaven a vegades propietats eclesiàstiques; encara que les esmentades vendes van ser anul·lades per Euric, els abusos van seguir amb Alaric II; es va instituir un sistema d'inventari al consagrar-se a un nou Bisbe (inventari signat per cinc testimonis) i a la mort del titular el seu successor havia de confrontar l'inventari amb les propietats efectives, que al seu torn havien de figurar en un nou inventari que aixecava el nou Bisbe; en cas de faltar alguna cosa, els hereus del Bisbe mort devien reposar-ho amb els seus propis béns. El sistema era idèntic per als capellans, en les seves parròquies, i per als diaques.
Si el Bisbe (o sacerdot o diaca) mort hagués venut algun bé, s'exigiria al seu successor lliurar (és a dir retornar) els diners obtinguts per la venda als compradors que lo havien satisfet, els quals haurien de retornar els béns adquirits. Més tard es redactà una llei per evitar que la propietat eclesiàstica arriana passés mitjançant actes dispositius, a mans privades.
Els hereus dels Bisbes i altres membres del clero dels que els fills haguessin entrat al servei de l'Església i haguessin rebut terres o altres propietats, haurien de retornar aquests béns en cas de secularizarse o de passar al servei de l'altra Església arriana.
Era pràctica freqüent convèncer esclaus perquè es refugiessin a l'Església i denunciessin maltractaments del seu amo, després de la qual cosa el sacerdot forçava a l'amo a vendre-li l'esclau (a ell mateix o a un tercer) a baix preu. Més tard la llei va establir que els esclaus així adquirits havien de tornar al seu propietari (que retindria a més els diners percebut) i el clergue hauria de donar a l'amo un segon esclau amb el mateix valor que el primer.
Si un jutge local no pogués condemnar a un acusat per tenir aquest el suport d'un poderós, hauria d'informar al rei, o si no era possible, al Bisbe del lloc més pròxim.
També en les Esglésies arrianes podien buscar refugi els malfactors. L'Església arriana podia manumetre als seus esclaus.

## Els catòlics en el període 507 a 567
L'any 516 el Sínode de Bisbes de la Tarraconense van reiterar la prohibició al clero de dedicar-se al comerç i a la usura. També el 516 es van establir penes severes per als Bisbes catòlics que no assistissin als Sínodes provincials sense causes justificades. Sembla que alguns Bisbes eludien la seva assistència, segurament a causa de les incomoditats del viatge, que en algunes zones fins i tot havia de ser perillós. En el mateix Sínode es va tractar el tema dels lectors i hostiaris, que pel que sembla podien casar-se, però si es casaven o convivien amb una dona adultera havien d'abandonar el seu lloc. El Sínode va confirmar que els ordenats després de casar-se haurien de viure separats de les seves dones. Si un clergue ordenat després de casar-se, després de l'ordenació no volgués separar-se de la seva dona, hauria de viure amb un altre clergue que pogués donar-li suport i testificar sobre la castedat de la seva vida. Els viudos que posteriorment a la mort de la seva dona haguessin tingut relacions amb una altra dona (lliure o esclava), no podien ser ordenats. Si un sacerdot o un diaca hagués estat ordenat estant casat dues vegades, sol podia seguir nominalment en les seves funcions, però el sacerdot no podia dir missa i el diaca no podia oficiar. El Sínode del 516 va establir un sistema d'inventari quan un Bisbe moria sense testament. L'inventari ho realitzaven els capellans i diaques, i en cas d'ometre alguna cosa es considerava un robatori, i estaven subjectes a les lleis existents sobre el tema. En aquell moment els béns dels Bisbes que morien eren repartits sovint entre el clero i es tractava de protegir els interessos de l'Església a qui havien de passar les propietats eclesiàstiques i particulars (en cas de morir amb testament, les particulacap de bestiar passaven als seus hereus). El Sínode d'Ilerda va prohibir que els béns dels Bisbes morts sense testament es repartissin entre el clero, i havien de passar a l'Església; el nou bisbe havia de cuidar d'aquest extrem. L'ocultació de béns per part d'algun clergue estava severament sancionada, i un guardià amb dos o tres ajudants haurien de vigilar per compte del nou Bisbe que res faltés dels béns del Bisbe difunt. Com van seguir produint-se irregularitats el tema va tornar a tractar-se en el Sínode de València celebrat uns anys després, constatant-se que el clero seguia apropiant-se de les propietats particulars del bisbe, i d'algunes propietats eclesiàstiques (llibres, collites, ramats, etc.) per la qual cosa es va dictaminar que el Bisbe més pròxim hauria de desplaçar-se al Bisbat del que el titular haguera mort i vigilar els béns perquè no poguessin ser furtats pel clero abans de l'arribada d'un nou Bisbe. Calia formar inventari, enviant-lo al metropolità, qui designava un visitador per pagar els salaris al clero i administrar les propietats. Si passava cert temps fins a l'arribada d'un nou Bisbe el visitador havia de comunicar al Bisbe temporal les propietats que li estaven encomanades.
El Sínode de Gerunda del 517 va permetre als clergues solters tenir a casa seva (a part de la seva mare i/o germana) a una esclava, a una amiga de la mare o a una germana de la mare, per cuidar-los. Més tard aquesta norma va ser reformada.
El Sínode de València va prohibir als parents dels Bisbes morts portar-se algun dels seus béns sense informar al metropolità o els seus co-provincials (els parents solien portar-se no sol els efectes personals del difunt, sinó també propietats eclesiàstiques).
El Sínode també va establir que els donatius efectuats als Bisbes, no eren propietat personal d'aquests (alguns Bisbes consideraven els donatius com fets personalmente) sinó de l'Església a la qual pertanyien. No obstant això el tema va seguir sent debatut. Finalment el Sínode valencià va establir que el Bisbe que fóra cridat per acudir a l'enterrament d'un altre Bisbe (i formar inventari) i es demorés, seria exclòs de la celebració de la missa i de repartir la comunió per espai d'un any; si el clero de la seu del Bisbe mort es demorava a avisar, també era sancionat. Sembla que els bisbes van començar a rebre un sou per aquesta tasca, variable según la riquesa de la diòcesi.
En el II Concili de Toledo es va decidir que cap clero des del rang de sotsdiaca, podia viure amb una dona fora aquesta lliure o esclava o manumesa; les esclaves havien de passar a la mare o a la germana o a un altre parent pròxim. La pena en cas d'incompliment era ser desposseït de les seves ordres i expulsat de la seva Església, prohibint-li a més tota mena de relació personal (fins i tot converses) amb altres clergues o laics de la seva Església.
Se sap que aquest període va estar marcat per un intens corrent de desplaçament de clergues (i no sol clergues) orientals vers la península. L'any 518 el Papa Hormisdas escrivia als bisbes hispans per explicar-los que havien de fer posat cas que acudissin a ells per ser admesos en la seva comunió clergues (probablement grecs) que fins i tot no haguessin abjurat de l'heretgia d'Acaci. Un físic anomenat Pau es va establir a mitjans de segle a Mèrida i va arribar a ser Bisbe de l'esmentada capital provincial, suceint-lo més tard el seu nebot Fideles, arribat també d'Orient en una caravana comercial. Van haver d'existir nombrosos casos, fins al punt que el vestuari eclesiàstics que es portaven en Orient (de seda) es van fer populars. Sabem també de la presència nombrosa d'orientals (sirians i grecs) en la Narbonense, si bé en aquest cas eren gairebé tots comerciants.
El II Concili de Toledo va establir el procediment per als joves destinats pels seus pares a la carrera eclesiàstica des de la seva infantesa. Els joves eren tonsurats i educats per un prefecte al palau del Bisbe (Domus Ecclesiae) sota la vigilància d'aquest; als dinou anys se'ls preguntava si volien seguir castos en primer lloc el clero i el poble; si contestaven afirmativament, als vint anys eren nomenats subdiáconos, i si als vint-i-cinc anys seguien castos eren nomenats diaques, sempre que el Bisbe els considerés aptes; però si es casaven o fornicaven eren expulsats de l'Església; si quan eren preguntats sobre el seu desig de seguir castos contestaven que volien casar-se els era permès, però en aquest cas sol podien aspirar a rebre més tard ordres sacerdotals si l'aspirant i la seva dona professaven vot de castedat.
Es coneixen alguns Sínodes: el de Tarraco (516), el de Gerunda (517), el d'Ilerda (524 o 546) i el de València (524 o 549). En una carta del Papa Hormisdas el 2 d'abril del 517 s'insistia que havia de celebrar-se almenys un Sínode anual, quan no fos possible celebrar dos. Sembla que va ser el III Concili de Toledo (589) qui va determinar que encara que dos sínodes anuals eren la cosa més adequat, la pobresa de les esglésies i les grans distàncies a recórrer feien convenient no celebrar més d'un.
A la mateixa època es van celebrar almenys dos Concilis: el II de Toledo (527), un altre concili de Toledo que sols és esmentat per Isidor de Sevilla i va haver de tenir lloc entre el 532 i el 538, i el de Bàrcino (540).
Després del Concili del 540 o en tot cas del Sínode de València el 549 (si tal fos la data correcta) no van tornar a reunir-se Sínodes ni Concilis fins a temps de Recared. Es creu que van ser prohibits per Àquila.
Després del II Concili de Toledo es va decidir la preparació del següent en un lloc a determinar. Més tard el III Concili considerava convenient que el Concili o el Sínode decidís abans d'acabar on s'havia de celebrar el següent.
En algunes ocasions el rei designava a laics o clergues per a les seus episcopals. En temps de Teudis quatre germans van arribar a ocupar quatre bisbats diferents (Justinià de València, Just d'Urgell, Nebridi d'Ègara i Elpidi a Osca), però en aquest cas sembla haver-se a causa de mèrits personals.

## Els catòlics en temps de Leovigildo (567- 586)
La pràctica del segon baptisme impedia la conversió de molts catòlics a l'arrianisme. Per això el Sínode Arrià de Toledo (580), celebrat durant el regnat de Leovigild, declarà abolit el segon baptisme per als conversos, bastant des d'aleshores la imposició de mans.
El 582 el rei Leovigild es va declarar disposat a adorar les relíquies dels màrtirs catòlics, fins i tot a les Esglésies catòliques, i arribà a afirmar que el Fill era igual al Pare (en contradicció amb la principal ensenyament arriana) encara que negava la plena divinitat de l'Esperit Sant, amb la qual cosa es va acostar a les posicions d'una heretgia fundada per Macedoni i anomenada Macedoniana o dels Pneumatòmacs (coneguts vulgarment com a semiarrians), les doctrines dels quals ja havien estat rebutjades en el seu moment per [Úlfila]. El 589 el III Concili de Toledo va condemnar el Macedonianisme.
Durant aquest període certs notables que van fundar o van dotar econòmicament esglésies van exigir que la dotació no passés sota control del Bisbe. Durant anys els Bisbes havien adquirit fama de cobdiciosos i opressors del clero parroquial.

## Els arrians entre el 507 i el 589
Sols es coneix la celebració d'un Sínode arrià al segle vi. Va tenir lloc l'any 580 durant el regnat de Leovigild, qui va tenir un paper destacat en les decisions adoptades. No obstant això és probable que ni hagués d'altres.
Era pràctica freqüent convèncer esclaus perquè es refugiessin a l'Església i denunciessin maltractaments del seu amo, després de la qual cosa el sacerdot forçava a l'amo a vendre-li l'esclau (a ell mateix o a un tercer) a baix preu. Amb Leovigild una llei va establir que els esclaus així adquirits havien de tornar al seu propietari (que retindria a més els diners percebut) i el clergue hauria de donar a l'amo un segon esclau amb el mateix valor que el primer.